# Daniel Herman

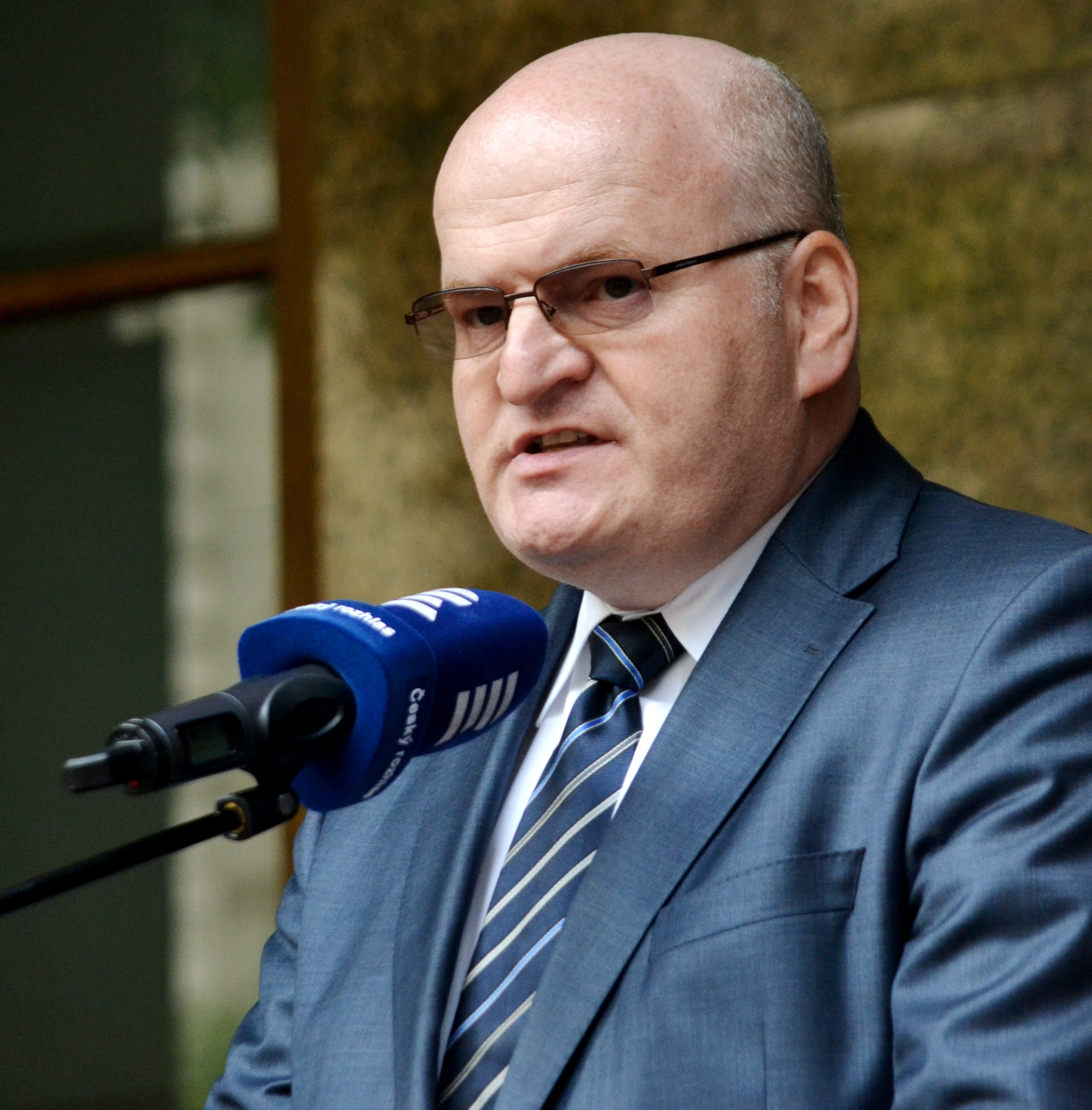
Daniel Herman (2014)

Daniel Herman (* 28. April 1963 in Budweis) ist ein laisierter römisch-katholischer Priester und tschechischer Politiker. Es ist Mitglied der christdemokratischen Partei Křesťanská a demokratická unie – Československá strana lidová (KDU-ČSL) und war Minister für Kultur in der Regierung Bohuslav Sobotka.

## Leben
Herman begann 1984 an der theologischen Fakultät in Litoměřice zu studieren, 1989 wurde er zum Priester geweiht. 1990 machte ihn der Budweiser Bischof und spätere Kardinal Miloslav Vlk zu seinem Sekretär. Von 1996 bis 2005 war Herman Sprecher der Tschechischen Bischofskonferenz. Im Jahr 2007 bat er um seine Laisierung.
In den Jahren 2010 bis 2013 war er Direktor des Instituts für Erforschung totalitärer Regime.

## Politik
Bei der Abgeordnetenhauswahl in Tschechien 2013 zog Hermann als Spitzenkandidat der KDU-ČSL für die Hauptstadt Prag in das Abgeordnetenhaus ein. Am 29. Januar 2014 wurde er zum Kulturminister ernannt.
Zu Pfingsten 2016 nahm Herman als erster tschechischer Minister am Sudetendeutschen Tag, dem Treffen der Sudetendeutschen Landsmannschaft, in Nürnberg teil. In einer deutsch vorgetragenen Rede drückte er sein Bedauern über die Vertreibung der Sudetendeutschen aus. Der bayerische Ministerpräsident Horst Seehofer als Schirmherr der Veranstaltung nannte den Auftritt Hermans „historisch“ und eine „Sternstunde in den bayerisch-tschechischen Beziehungen“. Vojtěch Filip von der Kommunistischen Partei KSČM forderte Herman wegen des Auftritts zum Rücktritt auf. An Herman wurde 2016 der Kunstpreis zur deutsch-tschechischen Verständigung verliehen. 2017 erhielt er die bayerische Auszeichnung Pro meritis scientiae et litterarum. Im August 2020 erhielt er das Bundesverdienstkreuz.

## Einzelbelege
1. ↑  Zbigniew Czendlik: Uhlem jehly. Interview im Tschechischen Fernsehen, 28. April 2013, abgerufen am 31. August 2017 (Audiostream, 25:34 Minuten und Transkript; tschechisch).
2. ↑  Tschechischer Minister besucht Sudetendeutschen Tag. dpa-Artikel in der Frankfurter Allgemeinen Zeitung, 15. Mai 2016, abgerufen am 31. August 2017.
3. ↑  www.bundespraesident.de: Der Bundespräsident / Bekanntgabe der Verleihungen / Bekanntgabe vom 1. August 2020. Abgerufen am 4. September 2020.

Jindřich Kabát |
Pavel Tigrid |
Jaromír Talíř |
Martin Stropnický |
Pavel Dostál |
Vítězslav Jandák |
Martin Štěpánek |
Helena Třeštíková |
Václav Jehlička |
Václav Riedlbauch |
Jiří Besser |
Alena Hanáková |
Jiří Balvín |
Daniel Herman |
Ilja Šmíd |
Antonín Staněk |
Lubomír Zaorálek |
Martin Baxa
| Personendaten    | Personendaten           |
| ---------------- | ----------------------- |
| NAME             | Herman, Daniel          |
| KURZBESCHREIBUNG | tschechischer Politiker |
| GEBURTSDATUM     | 28. April 1963          |
| GEBURTSORT       | Budweis                 |